# ExtendedancEPlay
Albums de Dire Straits
Love over Gold
(1982) Alchemy
(1984)
ExtendedancEPlay est un EP du groupe rock britannique Dire Straits, sorti en 1983.

## Historique
Le disque contient trois titres sur la version internationale (qui est un maxi single) et quatre sur la version américaine (qui est un mini album), qui comprend  également la chanson "Badges, Posters, Stickers, T-Shirts", une outtake des sessions de l'album Love over Gold. La sortie en cassette du EP s'intitule Twisting by the Pool, d'après la chanson du même titre. 
Le EP se compose de chansons entraînantes avec un feeling rock and roll, jazz et swing. Il s'agit du premier disque du groupe à présenter le batteur Terry Williams, qui a remplacé Pick Withers après que ce dernier ait quitté le groupe en août 1982.
Ce EP n'a jamais été publié sur disque compact; cependant, la chanson "Twisting by the Pool" apparaît sur les compilations Money For Nothing, Sultans of Swing: The Very Best of Dire Straits et une version live de "Two Young Lovers" est présentée sur Alchemy: Dire Straits Live. 
Une version CD Video très rare existe cependant. Elle contient le vidéoclip de Twisting by the pool et les 3 chansons de la version internationale en audio. Un bonus audio : Two young lovers en live.
Ce mini album est très orienté vers le rock'n'roll et tranche avec le style habituel de Dire Straits, ce qui explique la nature du format.

## Listes des titres
Tous les titres sont de Mark Knopfler.
1. Twisting by the Pool - 3:28
2. Badges, Posters, Stickers, T-Shirts - 4:47 - Version américaine seulement.
3. Two Young Lovers - 3:22
4. If I Had You - 4:15

## Musiciens
- Mark Knopfler – chant, guitare solo et rythmique
- Hal Lindes – guitare rythmique, chœurs
- John Illsley – basse, chœurs
- Alan Clark – piano, orgue Hammond, synthétiseur
- Terry Williams – batterie sauf sur (2)
- Pick Withers – batterie sur (2)

## Musicien additionnel
- Mel Collins – saxophone sur (3)